# José María Galván y Candela
José María Galván y Candela (Madrid, 1837-Madrid, 1899) fue un pintor y grabador español.

## Biografía

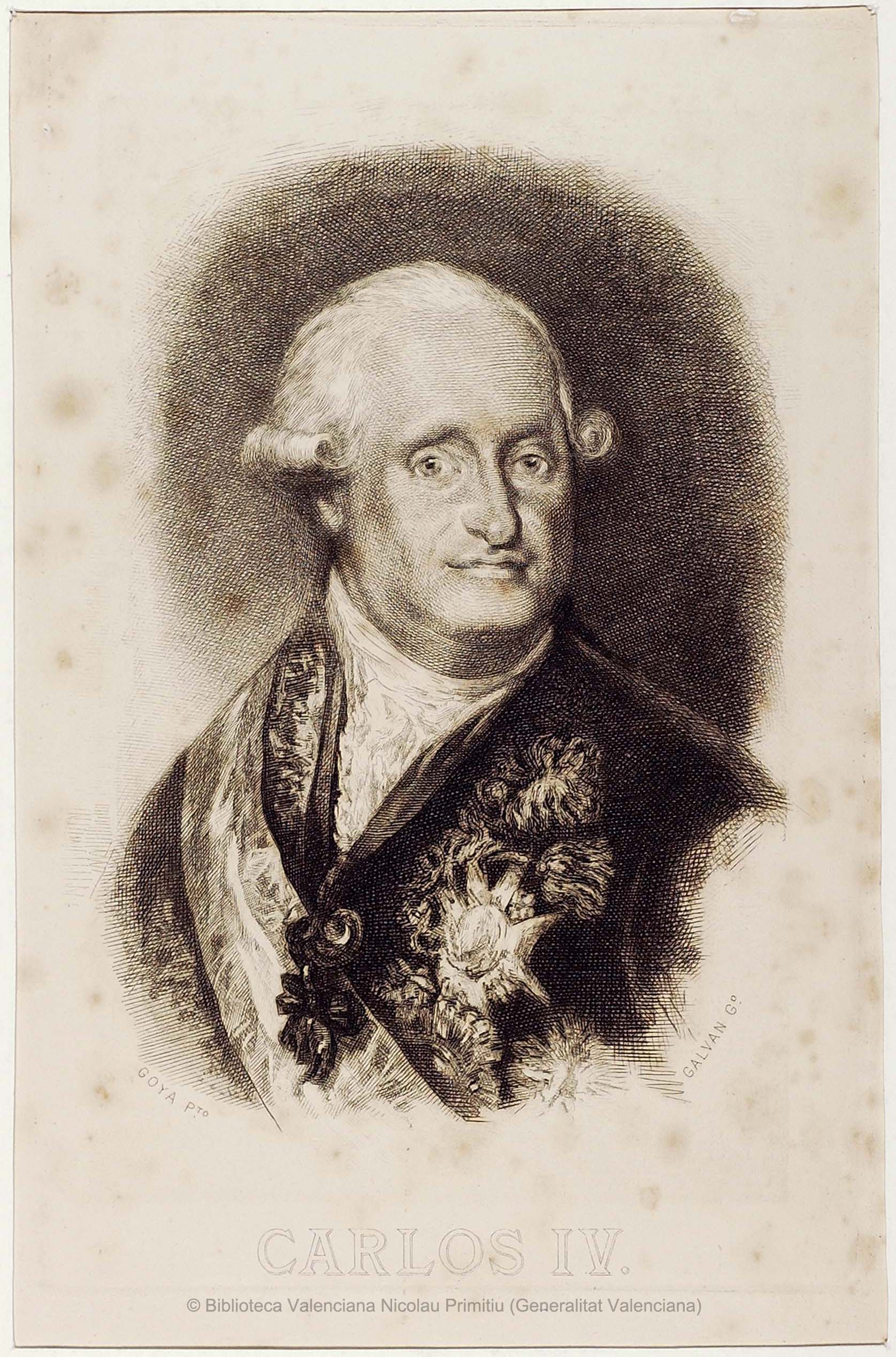
Grabado de Carlos IV ejecutado por Galván, a partir de una pintura original de Goya.

Nacido el 1 de agosto de 1837 en Madrid, fue discípulo de Luis Fagúndez y de la Escuela Superior dependiente de la Academia de San Fernando, en la que obtuvo varios premios, tanto en sus clases generales como en la de grabado en dulce. En la Exposición Nacional de Bellas Artes de 1864 presentó varios ensayos de grabado en acero y al agua fuerte. Ese mismo año hizo oposición para optar a una de las plazas de pensionado en Italia, con el cuadro Resurrección de la hija de Jairo.
Fue autor además de obras como Un boceto, Una Virgen —ambos los presentó a la Exposición Nacional de 1866, por el segundo obtuvo una medalla de tercera clase y fue adquirido por el Museo nacional—, varias láminas para la Vida de Cervantes de Jerónimo Morán; algunos grabados al agua fuerte y litografías para el periódico El Arte en España o la portada de la colección de poesías de Julio Alarcón; entre otros trabajos.
En febrero de 1866 fue nombrado grabador supernumerario de la Dirección de Hidrografía. Fallecido el 11 de octubre de 1899 en su ciudad natal, fue enterrado al día siguiente.